# Rue Montbrun
La rue Montbrun est une voie du 14e arrondissement de Paris.

## Situation et accès
La rue Montbrun part de la rue Rémy-Dumoncel à la rue d'Alésia. À l'angle de cette dernière se trouve une boulangerie décorée de panneaux peints et, à proximité, une vieille boutique de marchand de vins.
Voies
- Rue d'Alésia
- Rue du Commandeur
- Rue Bezout
- Passage Montbrun
- Rue Rémy-Dumoncel

Stations de métro
- Ligne 4 aux stations Mouton-Duvernet et Alésia.

## Origine du nom
Elle porte le nom du général d'Empire Louis Pierre de Montbrun (1770-1812), tué à la bataille de la Moskova.

## Historique

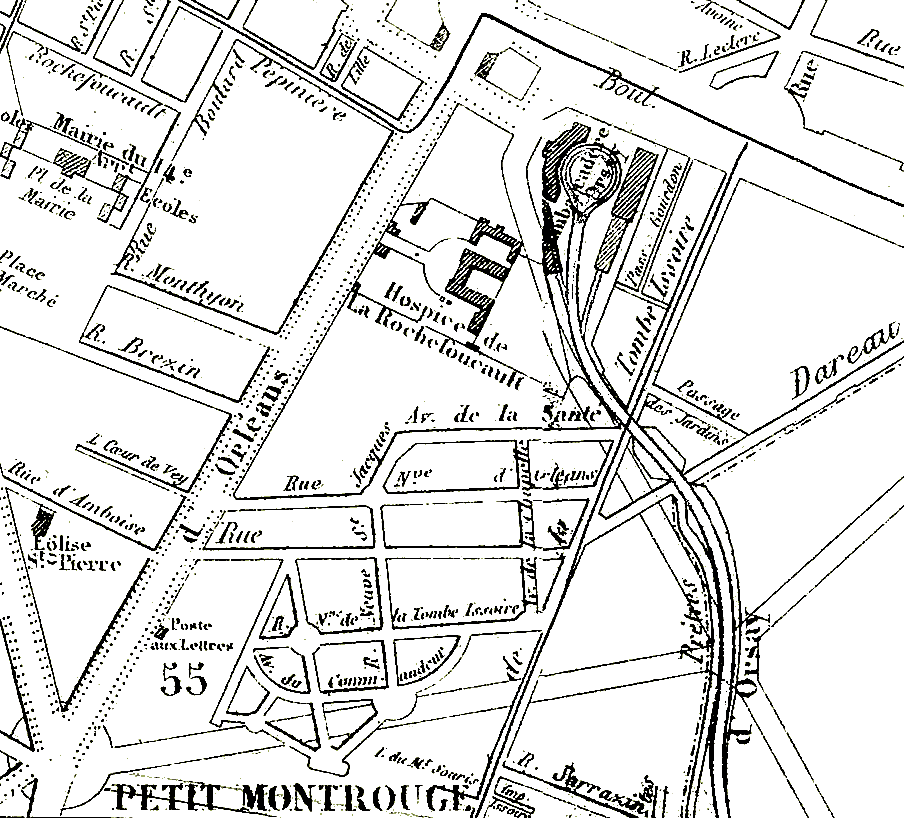
Carte du 14e arrondissement de Paris (extrait) d'Andriveau-Goujon, de 1868, sur laquelle la voie est tracée mais non nommée.

Cette voie est créée vers 1835 entre les rues des Catacombes (actuelle rue Rémy-Dumoncel) et Neuve de la Tombe-Issoire (actuelle rue Bezout) dans le cadre du lotissement du quartier d'Orléans sur la partie du territoire de la commune de Montrouge, le Petit-Montrouge, rattaché en 1860 à la ville de Paris.
La rue est rattachée à la voirie de Paris par décret du 23 mai 1863 sous le nom de « rue de Magenta ».
Elle prend sa dénomination actuelle par décret du 10 août 1868.
Décret du 10 août 1868
« Napoléon, etc.,
Sur le rapport de notre ministre secrétaire d’État au département de l'Intérieur,
Vu l'ordonnance du 10 juillet 1816 ;
vu les propositions de M. le préfet de la Seine ;
Avons décrété et décrétons ce qui suit :
Article 10. —
La voie latérale au chemin de fer de Ceinture, située entre la rue de la Voie-Verte et la route de Châtillon, recevra le nom de rue Beaunier ;
La voie latérale au chemin de fer de Ceinture, située entre la rue de Vanves et le chemin de fer de l'Ouest, celui de rue Paturle ;
La rue de Magenta, celui de rue Montbrun ;
La voie dite rue du Transit, ouverte ou en cours d'exécution dans le 14e arrondissement celui de rue d'Alésia ;
etc.
Article 17. — Notre ministre secrétaire d'État au département de l'Intérieur est chargé de l'exécution du présent décret.
Fait au palais de Fontainebleau, le 10 août 1868. »
Par décret du 6 novembre 1924, elle est prolongée de la rue Bezout à la rue d'Alésia.

## Bâtiments remarquables et lieux de mémoire
- No 21 : Gio Colucci (1892-1974), peintre, sculpteur, graveur et céramiste, y vécut à compter de 1938[2].

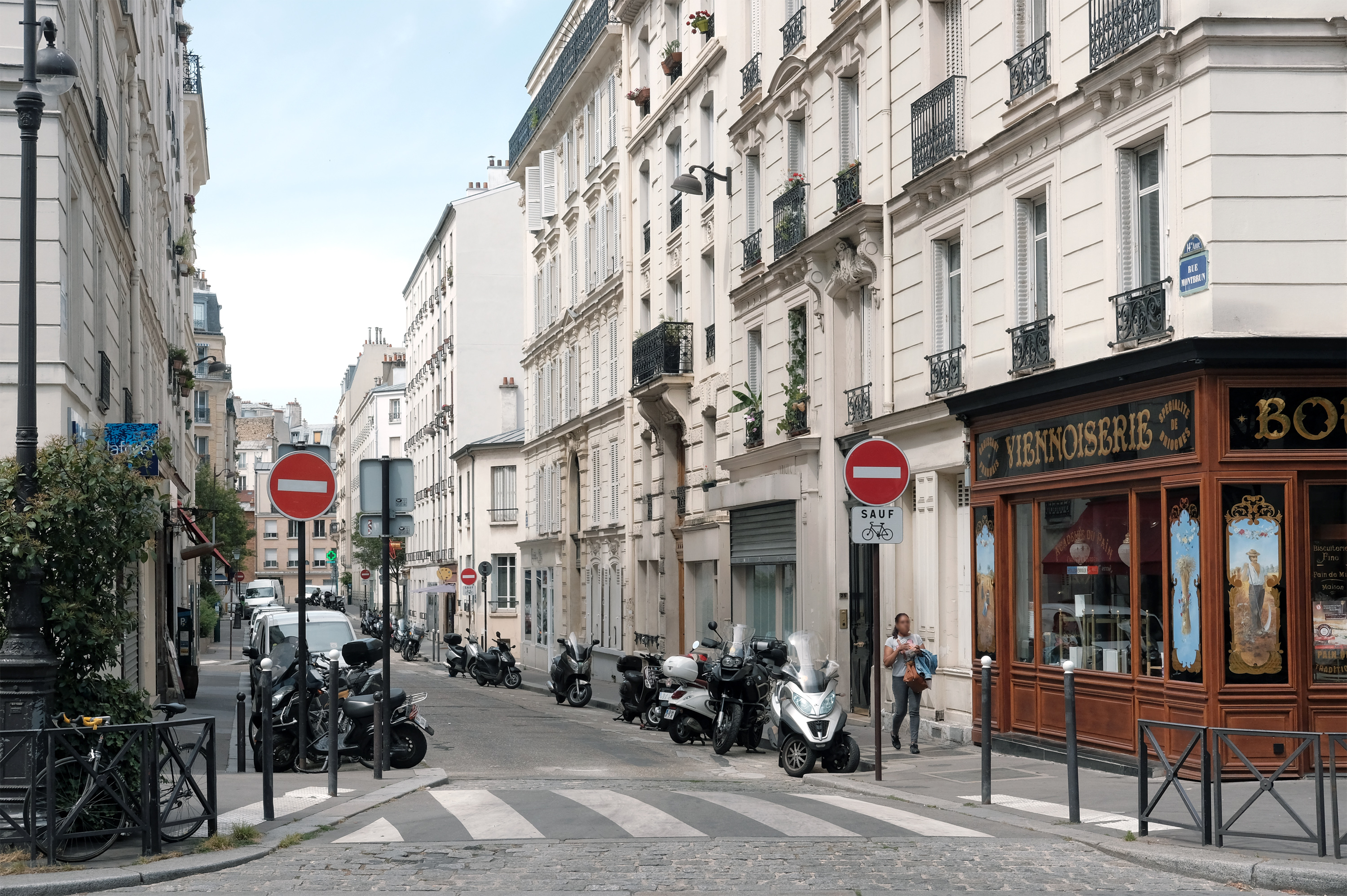
La rue vue depuis la rue d'Alésia.
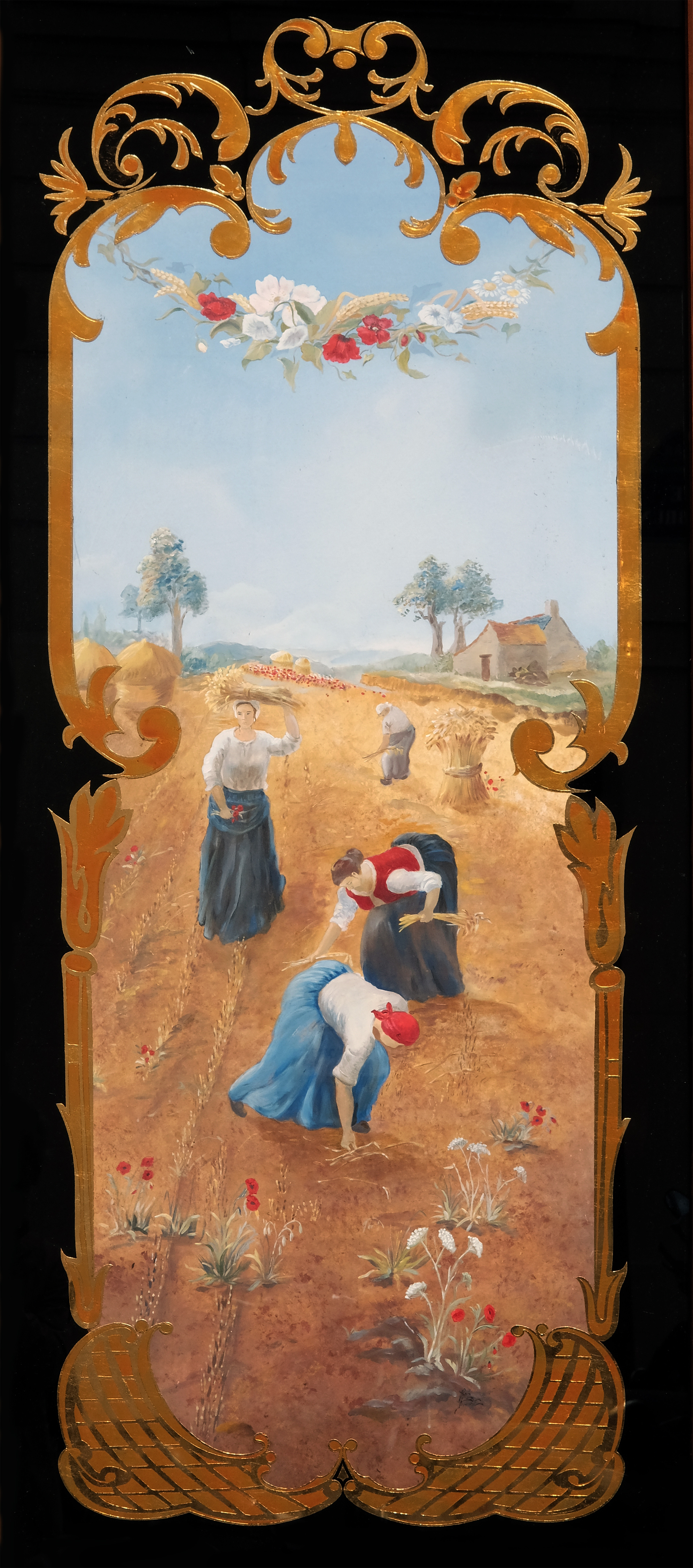
Un des panneaux de la boulangerie.
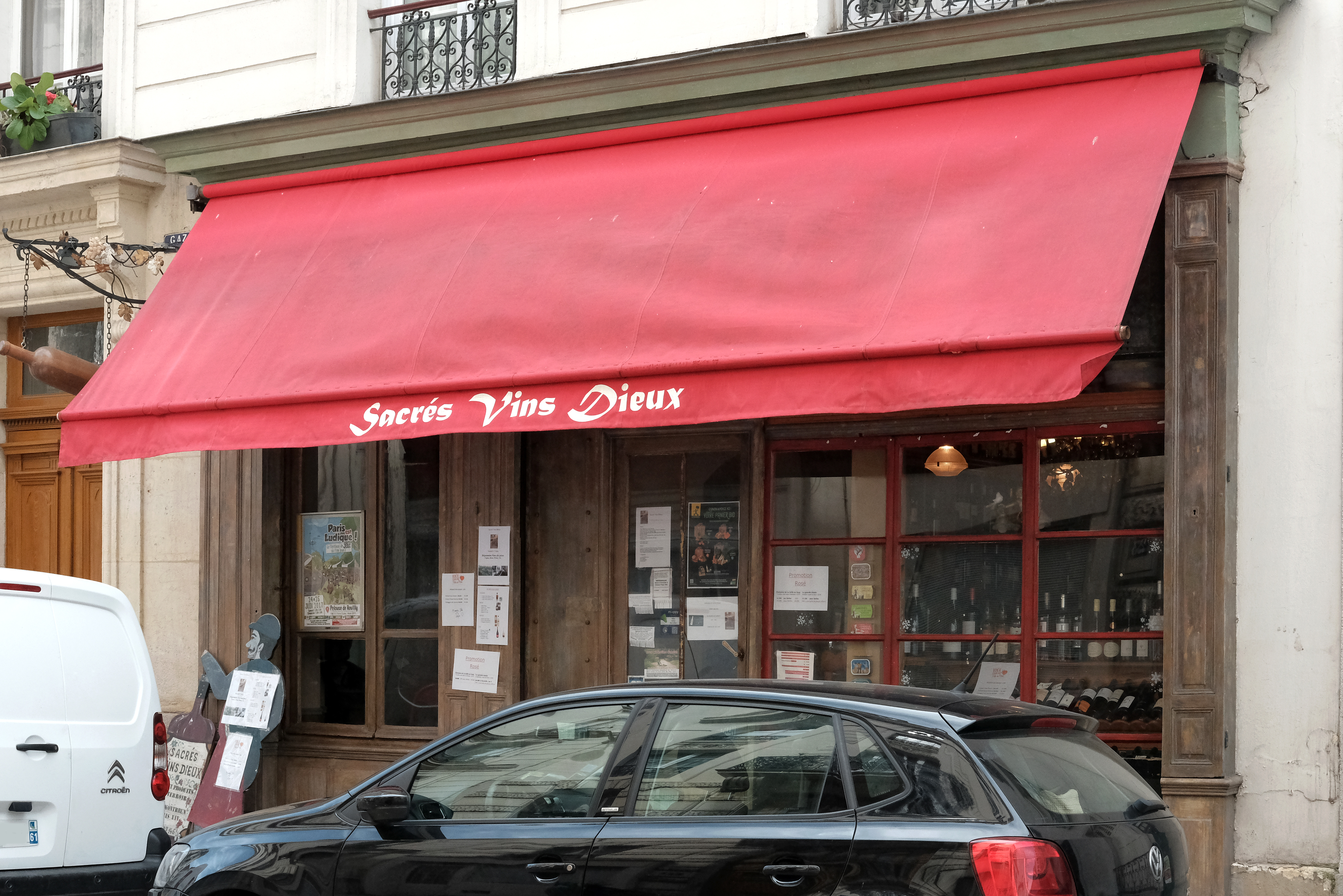
Échoppe d'un marchand de vins.
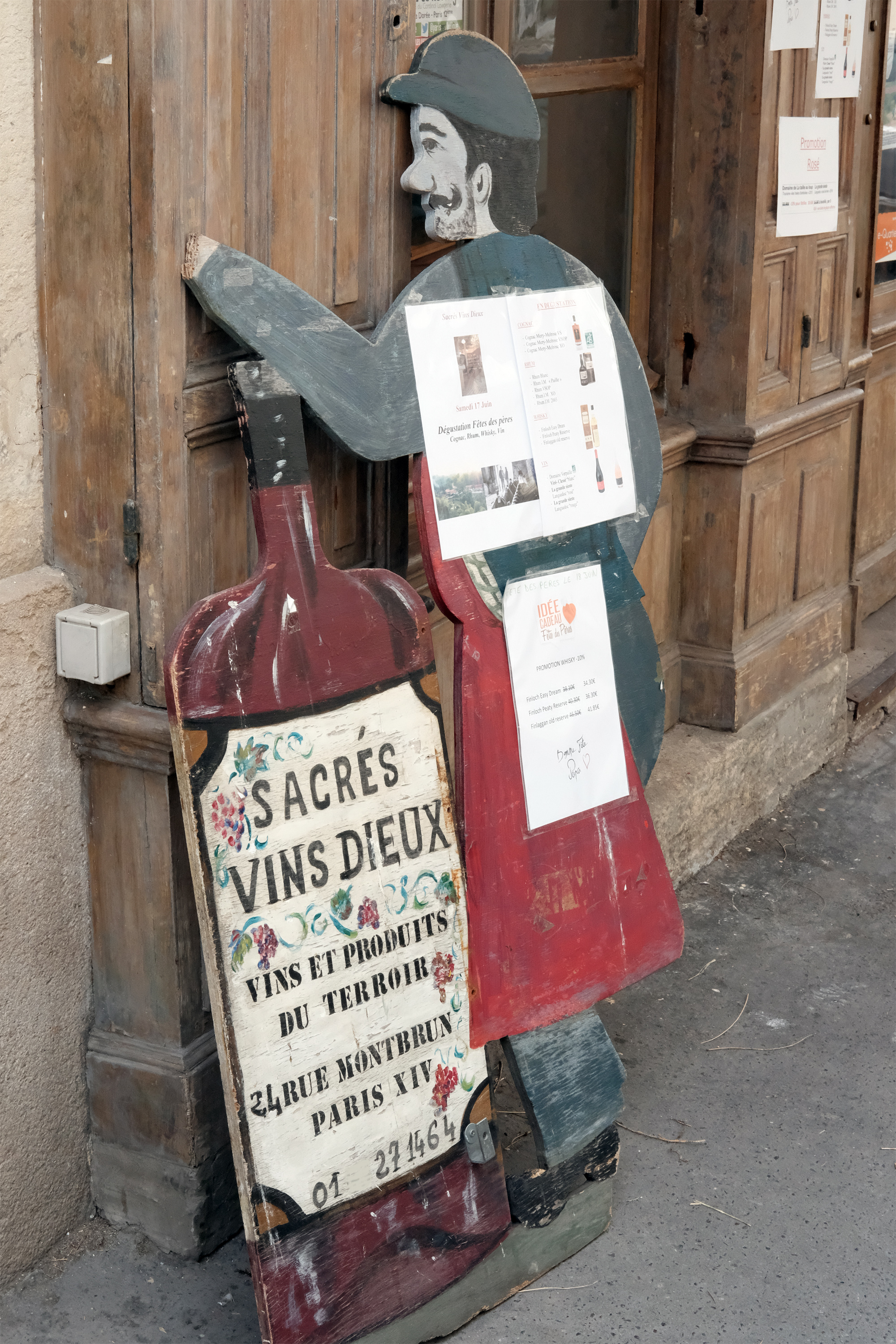
Panneaux de cette boutique.